# Zöld Generáció Ifjúsági Tagozat
A Zöld Generáció (röviden ZGen) a LMP – Magyarország Zöld Pártja ifjúsági tagozata, amelyet 2022. február 11-én alapítottak. A szervezet elnöke Tóth Áron.

## Tevékenység

### Kerekasztal a magyar oktatásról
A magyar oktatásról tartottak kerekasztal-beszélgetést 2022. február 22-én a hazai ifjúsági szervezetek vezetői. A fő kérdés, amelyre keresték a választ, hogyan lehet diákközpontúvá tenni és modernizálni a magyar oktatási rendszert. A rendezvényen Tóth Áron, a tagozat elnöke elmondta, hogy a felsőoktatási ösztöndíj rendszer igazságtalan, és egy olyan új rendszerre van szükség, amelyben nem az határozza meg azt, hogy ki szerezhet diplomát, hogy milyen anyagi körülményekből származik, hanem az, hogy milyen tudása, milyen tehetsége van ehhez.
A rendezvény a Tagozat Facebook-oldalán visszanézhető.

### Győri ifjúsági kerekasztal
Gálffy Áron, a Tagozat Szombathelyi tagja vett részt a Mindenki Magyarországa Mozgalom ifjúsági tagozata által szervezett beszélgetésen. A téma a fiatalok politikai részvétele, illetve az összefogás jelentette politikai helyzet volt. Az eseményen Gálffy elmondta, hogy vett részt olyan kampányban, ahol az LMP – Magyarország Zöld Pártja egyedül indult, és olyanban is, ahol az összefogás részeként. Őt nem zavarta a váltás, nem okoz neki belső konfliktust, mivel aki nyitott szemmel jár a magyar politikában, fel tudja ismerni azt a tényt, hogy egy kétpólusú demokrácia felé kezdünk el menni, és ahhoz, hogy egy politikai párt a kitűzött céljait valóra tudja váltani, szükség van egy ilyen koalícióalkotásra.

### STOP Atomtemető!
2022. február 24-én Pécsett Uhri Bálint, a Zöld Generáció alelnöke szólalt fel a Bodara tervezett atomtemető elleni tüntetésen. Uhri elmondta, hogy a 90-es évek óta felnőtt egy zöld generáció, akiket már nem lehet hitegetni olyan látszatmegoldásokkal, mint az atomhulladék föld alá rejtése. Az atomhulladék biztonságos tárolására ma nincs megoldás. Ennek a generációnak a feladata a radikális őszinteség azokkal a problémákkal szemben, amelyek az ökológiai katasztrófába sodornak minket. Ha a mai fiatalok nem teszik, senki nem fogja helyettük.

### Menstruációs Szegénység
A 2022-es Nőnap alkalmából az ifjásági tagozat figyelemfelhívó akciót szervezett "A menstruációs szegénység közügy" címmel. A szervezet felhívása szerint a magyar nők 30 százalékát érinti a menstruációs szegénység, miközben a női higiéniai termékek adója Magyarországon a legmagasabb. Ennek következtében rengeteg lány és nő időről-időre kimarad az iskolából vagy a munkából. Nekik azonnali segítségre van szükségük. Az ügyért petíció is indult.

## Internetes jelenlét
A Zöld Generáció a Facebookon, Instagramon és TikTokon is jelen van.